# Ferrovia Centrale Umbra
Die Ferrovia Centrale Umbra S.r.l., abgekürzt FCU, deutsch etwa Umbrische Zentralbahn, war ein Eisenbahnverkehrsunternehmen (EVU) in Umbrien, Italien, das von 2000 bis 2010 existierte und danach zusammen mit anderen Transportunternehmen in Umbria Mobilità aufging, wobei der Bahnbetrieb an die Ferrovie dello Stato Italiane (FS) abgegeben wurde.

## Geschichte
Die Vorgängergesellschaft der FCU war die Società Mediterranea per le Strade Ferrate Umbro Aretine (MUA). Sie entstand 1959 aus der Società Mediterranea Centrale Umbra (MCU) und der von der Società italiana per le strade ferrate del Mediterraneo übernommenen Strecke Umbertide–Sansepolcro, die ein Reststück der in 950-mm-Spurweite angelegten Ferrovie Appennino Centrale (FAC) war, das 1956 auf Normalspur umgebaut und elektrifiziert wieder in Betrieb genommen wurde. Die MCU war die Betreiberin der als Ferrovia Centrale Umbra bezeichneten Bahnstrecke Sansepolcro–Terni.
Die MUA wurde in den 1970er Jahren zahlungsunfähig und musste deshalb von der Provinz Perugia übernommen werden. Sie firmierte fortan als Ferrovia centrale umbra (FCU). Die von der FCU betriebenen Strecken wurden in den folgenden Jahren modernisiert, wobei die Schienen verschweißt wurden, neues komfortableres Rollmaterial mit Drehgestellen beschafft wurde und die Bahnübergänge mit automatischen optisch-akustischen Warnanlagen ausgerüstet wurden.
Die FCU war ab August 1982 ein kommissarisch verwaltetes Transportunternehmen und wurde im Jahr 2000 in die Ferrovia centrale umbra S.r.l. überführt, die ein Eisenbahnverkehrsunternehmen war und neben den beiden Bahnstrecken der FCU auch im Auftrag von Trenitalia die Strecken Foligno–Terontola und Terni–L’Aquila bediente. Das Unternehmen besaß eigenes Rollmaterial, wie ALn 776, D 341 und ALe 501 Pinturicchio. Im Dezember 2010 wurde das Unternehmen von Umbria Mobilità übernommen und der Bahnbetrieb an die FS abgegeben.